# Astacilla danmoniensis
Astacilla danmoniensis är en kräftdjursart som först beskrevs av Stebbing 1874.  Astacilla danmoniensis ingår i släktet Astacilla och familjen Arcturidae. Inga underarter finns listade i Catalogue of Life.